# Campionati mondiali lunga distanza a squadre di sci alpinismo 2023
I Campionati mondiali lunga distanza a squadre di sci alpinismo 2023 sono stati la 3ª edizione della competizione mondiale di sci alpinismo. Si sono svolti il 25 marzo 2023 durante la gara Adamello Ski Raid, in Italia. 

## Podi
| Evento         | Oro                                         | Argento                               | Bronzo                                    |
| Gara maschile  | Italia Matteo Eydallin Robert Antonioli     | Francia Mathéo Jacquemoud Samuel Equy | Francia Xavier Gachet William Bon Mardion |
| Gara femminile | Francia Emily Harrop Axelle Gachet-Mollaret | Francia Léna Bonnel Candice Bonnel    | Italia Ilaria Veronese Giulia Compagnoni  |

## Medagliere
| Posiz. | Nazione | Oro | Argento | Bronzo | Totale |
| ------ | ------- | --- | ------- | ------ | ------ |
| 1      | Francia | 1   | 2       | 1      | 4      |
| 2      | Italia  | 1   | 0       | 1      | 2      |
| Totale | Totale  | 2   | 2       | 2      | 6      |